# Alejandro Arellano Cedillo
Alejandro Arellano Cedillo (Olías del Rey, 8 de junio de 1960) es un eclesiástico, profesor y jurista católico español. Es el decano del Tribunal de la Rota Romana, desde marzo de 2021.

## Biografía
Alejandro nació 8 de junio de 1960, en el municipio español de Olías del Rey, Toledo.
Realizó sus estudios eclesiásticos, en el Instituto Teológico San Ildefonso. Tras realizar estudios, obtuvo la licenciatura en Estudios Eclesiásticos, por la Facultad de Teología del Norte de España (Burgos).
Obtuvo la licenciatura y el doctorado en Derecho canónico, por la Pontificia Universidad Gregoriana.

### Sacerdocio
Su ordenación sacerdotal fue el 25 de octubre de 1987, incardinándose en la archidiócesis de Toledo. Pertenece a la Confraternidad Sacerdotal de los Operarios del Reino de Cristo.
Como sacerdote desempeñó los siguientes ministerios:
- Vicario Judicial adjunto en la archidiócesis de Madrid.[6]
- Magistrado del Tribunal de la Rota de la Nunciatura Apostólica en España.
- Juez Diocesano en primera y segunda instancia en la archidiócesis de Toledo.
- Juez Diocesano en la diócesis de Getafe.[2]
- Profesor en la Universidad CEU San Pablo.
- Profesor de Derecho canónico, en la Universidad Eclesiástica San Dámaso y en la Pontificia Universidad Gregoriana.[7]
- Profesor de Jurisprudencia, en el Estudio Rotal del Tribunal de la Rota Romana.

El 25 de abril de 2007, el Papa Benedicto XVI lo nombró prelado auditor del Tribunal de la Rota Romana.
- Miembro de la Comisión Especial para el tratamiento de las causas de dispensa de los matrimonios ratificados y no consumados.
- Miembro de la Comisión Especial para el tratamiento de las causas de dispensa de las obligaciones del diaconado y del presbiterado, del Dicasterio para el Clero.[8]

### Santa Sede
El 30 de marzo de 2021, el papa Francisco lo nombró decano del Tribunal de la Rota Romana. El 10 de abril del mismo año, fue nombrado consultor de la entonces Congregación para los Institutos de Vida Consagrada y las Sociedades de Vida Apostólica (hoy Dicasterio). El 8 de mayo siguiente, fue nombrado presidente de la Corte de Apelaciones del Estado de la Ciudad del Vaticano.
El 11 de octubre de 2022 fue nombrado consultor del Dicasterio para el Clero ad quinquennium.
El 2 de febrero de 2023, el papa Francisco lo nombró arzobispo titular de Bisuldino. Fue consagrado el 25 de marzo del mismo año, en la Catedral de Toledo, a manos del cardenal Pietro Parolin.
El 9 de octubre de 2024 fue nombrado Comisario Pontificio Plenipotenciario y Delegado de la Santa Sede para Torreciudad.
El 16 de enero de 2025 fue nombrado miembro del Dicasterio de las Causas de los Santos.